# Ligne ferroviaire aérienne

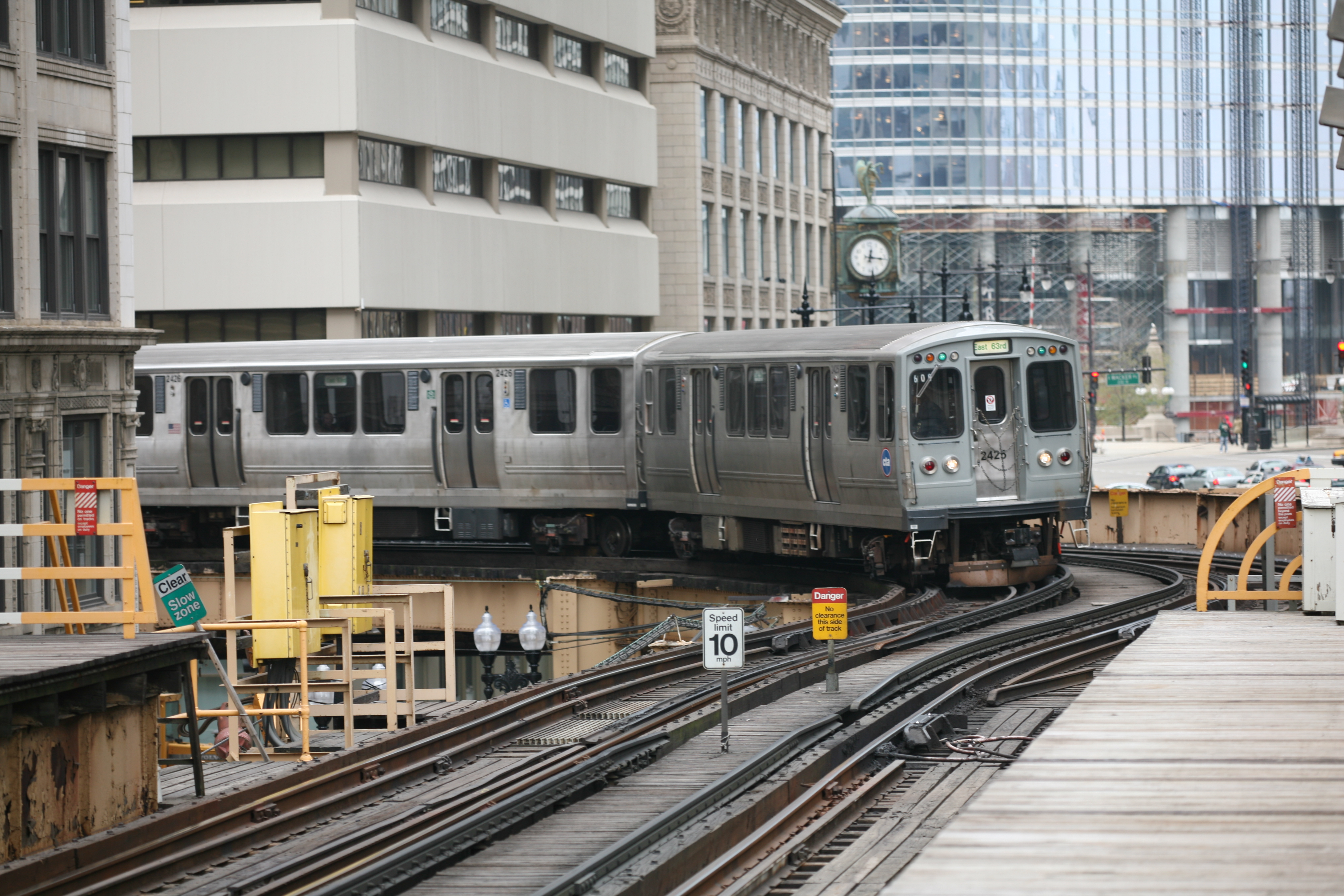
Ligne de métro aérienne du métro de Chicago.

Une ligne ferroviaire aérienne est une ligne de chemin de fer dont les voies sont construites au-dessus du niveau des rues, sur des structures ou des viaducs en acier, en béton ou en briques. Utilisées principalement pour supporter des voies de métro, les lignes aériennes peuvent supporter des voies à écartement standard, à écartement réduit, des métros légers, ou des monorails. Les voies aériennes sont généralement utilisées dans les milieux urbains, afin de limiter le nombre d'intersections entre les infrastructures ferroviaires et routières.
Parmi les principaux réseaux de métro comportant des sections aériennes, on peut citer le métro de New York, dont la plupart des lignes sont souterraines à Manhattan, et aériennes en dehors, le métro de Chicago ou encore celui de Los Angeles. Le Disneyland Monorail, le Monorail de Tokyo, celui de Sydney ainsi que la plupart des trains Maglev sont également construits sur des infrastructures aériennes.

## Histoire

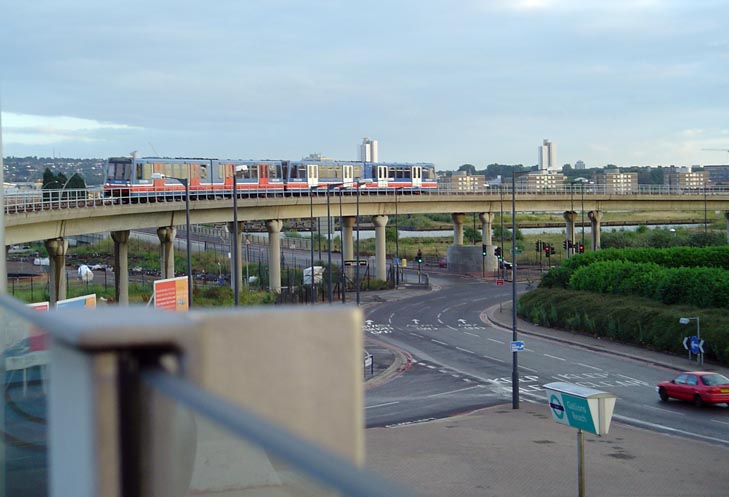
Voies aériennes du Docklands Light Railway, à Londres.

La toute première ligne ferroviaire aérienne était le London and Greenwich Railway, construit entre 1836 et 1838 sur un viaduc en briques comportant 878 arches. La première section du London and Blackwall Railway, longue de 4 km et construite en 1840 fut également construite sur un viaduc. Pendant les années 1840, plusieurs projets de construction de lignes aériennes furent envisagés, mais ils ne furent jamais mis en œuvre. En France, l'ingénieur Arsène Olivier imagine à partir de 1868 un système de lignes ferroviaire aériennes dans Paris,.
À partir de la fin des années 1860, les lignes aériennes gagnèrent en popularité aux États-Unis. À New York, le West Side and Yonkers Patent Railway fut opéré avec un système de traction par câble entre 1868 et 1870, avant la mise en place de locomotives. Plusieurs autres lignes furent ensuite construites dans le pays, comme le Manhattan Railway en 1875, le Boston Elevated Railway en 1887, et le South Side Elevated Railroad à Chicago en 1892. Le Stadtbahn de Berlin (1882) est également essentiellement aérien.
La première ligne aérienne électrique fut le Liverpool Overhead Railway, qui fut exploité dans les docks de Liverpool entre 1893 et 1956.
À Londres, le Docklands Light Railway constitue un exemple de ligne aérienne moderne, ayant été mise en service en 1987, et prolongée depuis Les trains fonctionnent de manière automatique, et sans chauffeur.